# ديزيريه فان لونتيرين
ديزيريه فان لونتيرين (من مواليد 30 ديسمبر 1992) هي لاعبة كرة قدم هولندية تلعب في مركز الظهير الأيمن أو لاعبة خط الوسط مع نادي ألكمار للسيدات في الدوري الهولندي للسيدات.

## مسيرتها الكروية

### الفترة الأولى في ألكمار
بدأت فان لونتيرين مسيرتها المهنية في فريق ألكمار للسيدات في الدوري الهولندي. ظهرت لأول مرة في الدوري ضد إف سي تفينتي (سيدات) في 15 أكتوبر 2009. سجلت فان لونتيرين هدفها الأول في الدوري ضد فينلوس في 30 سبتمبر 2010.

### تلستار
ظهرت فان لونتيرين لأول مرة في الدوري ضد أدو دين هاج في 9 سبتمبر 2011. سجلت هدفها الأول في الدوري ضد هيرنفين في 30 سبتمبر 2011، وسجلت في الدقيقة 52.

### الفترة الأولى في أياكس
وسجلت فان لونتيرين في أول ظهور لها في الدوري ضد هيرنفين في 24 أغسطس 2012، في الدقيقة 27. وسجلت ثلاثية في مرمى كلوب بروج يوم 17 يناير 2014. سجل فان لونتيرين ثلاثية في مرمى أندرلخت في 30 مايو 2014.

### فرايبورغ
في يونيو 2018، ساعدها راعٍ شخصي في الانتقال إلى نادي فرايبورغ، لتغادر أياكس بعد 6 سنوات و166 مباراة. ظهرت لأول مرة في الدوري ضد نادي ساند في 16 سبتمبر 2018. سجلت فان لونتيرين هدفها الأول في الدوري ضد نادي ساند في 9 ديسمبر 2018، مسجلةً في الدقيقة 49.

### تلستار
ظهرت فان لونتيرين لأول مرة في الدوري ضد أدو دين هاج في 9 سبتمبر 2011. سجلت هدفها الأول في الدوري ضد هيرنفين في 30 سبتمبر 2011، وسجلت في الدقيقة 52.

### فترتها الثانية مع أياكس
في يوليو 2019، وبعد موسم واحد في ألمانيا، عادت فان لونتيرين إلى أياكس بعقد لمدة عامين. وسجلت في أول مباراة لها في الدوري ضد ألكمار في 25 أغسطس 2019، مسجلةً هدفًا في الدقيقة 31.

### آيندهوفن
في 10 مارس 2021، أُعلن عن انضمام فان لونتيرين إلى نادي آيندهوفن بعقد لمدة عامين. سجّلت فان لونتيرين هدفها في أول مباراة لها في الدوري ضد بي إي سي زفوله في 27 أغسطس 2021، في الدقيقة 44. في عام 2022، اعتزلت فان لونتيرين اللعب.

### الفترة الثانية مع ألكمار
في عام 2023، عادت فان لونتيرين من الاعتزال ووقعت مع ألكمار. شاركت لأول مرة في الدوري ضد إكسلسيور روتردام في 8 سبتمبر 2023. وسجلت هدفها الأول في الدوري ضد أدو دين هاج في 5 نوفمبر 2023. وسجلت فان لونتيرين ثلاثية ضد تيلستار في 1 مايو 2024. في 28 مارس 2024، تم تجديد عقد فان لونتيرين حتى منتصف عام 2025.

## مسيرتها الدولية
حصلت فان لونتيرين على أول مباراة دولية لها مع المنتخب الوطني الأول من قِبل المدرب روجر رينرز في 15 فبراير 2012، في مباراة ودية خسرتها هولندا أمام فرنسا بنتيجة 2-1 في نيم.
استُدعيت للانضمام إلى المنتخب الوطني لبطولتي كأس الأمم الأوروبية للسيدات 2013. وكأس الأمم الأوروبية للسيدات 2017. في بطولة 2017 بدأت فان لونتيرين في 5 من أصل 6 مباريات للفريق وساعدته على الفوز بالبطولة. ساهمت في تسجيل هدف في المباراة النهائية قبل أن تُستبدل في الدقيقة 57. بعد البطولة، تم تكريم الفريق بأكمله من قِبل رئيس الوزراء مارك روته ووزيرة الرياضة إديث شيبرز ومُنح وسام أورانج-ناساو.
كانت فان لونتيرين ضمن قائمة المنتخب الهولندي الذي احتل المركز الثاني في كأس العالم للسيدات 2019 في فرنسا، حيث شاركت في جميع المباريات. تقاعدت من المنتخب الوطني في 21 نوفمبر 2019.

## الإنجازات
ألكمار
- الدوري الهولندي: 2009–10
- كأس هولندا للسيدات: 2010–11

أياكس
- الدوري الهولندي: 2016–17، 2017–18
- كأس هولندا للسيدات: 2013–14، 2016–17، 2017–18

هولندا
- بطولة أمم أوروبا للسيدات: 2017
- كأس الغارفي: 2018

جوائز فردية
- فارس وسام أورانج ناسو: 2017